# Миссисипская масала
«Миссисипская масала» (англ. Mississippi Masala) — американско-британский фильм Миры Наир, вышедший в прокат в 1991 году. Награждён Золотой Озеллой за лучший сценарий на 48-м Венецианском кинофестивале.

## Сюжет
В 1970-е годы индийскую семью, живущую в третьем поколении в Уганде, выгоняют из страны после того, как к власти приходит диктатор Иди Амин. Отец, мать и дочь переезжают в штат Миссисипи, где их родственники владеют сетью мотелей. Через несколько лет дочь влюбляется в темнокожего американца Деметриуса. Это приводит к затруднениям для обеих семей.

## В ролях
| Актёр                | Роль               |
| -------------------- | ------------------ |
| Дензел Вашингтон     | Деметриус Уильямс  |
| Сарита Чоудхури      | Мина               |
| Рошан Сетх           | Джай, отец Мины    |
| Шармила Тагор        | Кинну, мать Мины   |
| Ранджит Чоудхри      | Анил               |
| Чарльз Стэнли Даттон | Тайрон Уильямс     |
| Джо Сенека           | Уиллибен Уильямс   |
| Тико Уэллс           | Декстер Уильямс    |
| Мохан Гокхале        | Понтиак            |
| Мохан Агаше          | Канти Напкин       |
| Иветт Хоукинс        | тётя Роза          |
| Анджан Шривастава    | Джаммубхаи         |
| Дипти Сутхар         | Чандра, жена Анила |